# 天才バカボン (セガ・マークIII)
『天才バカボン』（てんさいばかぼん）は、1988年6月2日にセガ・エンタープライゼスから発売されたセガ・マークIII用ゲームソフトである。

## 概要
セガ・マークIII用ゲームソフトとして、1988年6月2日にセガ・エンタープライゼスからゴールドカートリッジ型番G-1355として発売された。容量は2メガバイト。FM音源に対応している。
内容は漫画『天才バカボン』のキャラクターが登場する一部にパズル・クイズ・シューティングゲーム・アクションゲームを織り込んだアドベンチャーゲームであるが、漫画・アニメのエピソードとは関連性はない。またエンディングは3種類用意されている。
アニメ『天才バカボン』『元祖天才バカボン』でパパの声を担当した雨森雅司が1984年に死去したため、このソフトのCMでは富田耕生がパパの声を担当した。なお、ソフト発売の約2年後に放送開始されたアニメ『平成天才バカボン』では、富田がこのCMから続投する形でパパの声を担当した。

## 操作方法
- 方向ボタン ： 移動・コマンドやアイテムの選択
- 1ボタン（左） ： ジャンプ・キャンセル
- 2ボタン（右） ： キック・決定・文字送り